# Ledce (Brno-vidéki járás)
Ledce település Csehországban, a Brno-vidéki járásban. Ledce Sobotovice, Hrušovany u Brna, Vojkovice és Medlov településekkel határos. Lakosainak száma 259 fő (2024. január 1.).

## Népesség
A település lakosságának változását az alábbi diagram mutatja:
| Lakosok száma | 177  | 212  | 305  | 283  | 268  | 199  | 214  | 218  | 226  | 259  |
|               | 1869 | 1890 | 1921 | 1950 | 1980 | 2001 | 2017 | 2019 | 2022 | 2024 |